# Епархия Кисанту
Епархия Кисанту (лат. Dioecesis Kisantuensis) — епархия Римско-Католической церкви с центром в городе Кисанту, Демократическая Республика Конго. Епархия Кисанту входит в митрополию Киншасы. Кафедральным собором епархии Кисанту является церковь Пресвятой Девы Марии Семи Скорбей.

## История
1 апреля 1931 года Римский папа Пий XI издал бреве «Expostularunt», которым учредил апостольский викариат Кисанту, выдели его из апостольского викариата Коанго (сегодня — Епархия Киквита).
5 июля 1957 года апостольский викариат Кисанту передал часть своей территории для образования апостольской префектуры Кенге (сегодня — Епархия Кенге).
10 ноября 1959 года Римский папа Иоанн XXIII выпустил буллу «Cum parvulum», которой преобразовал апостольский викариат Кисанту в епархию.
24 июня 1961 года епархия Кисанту передала часть своей территории для образования новой епархии Попокабаки.

## Ординарии епархии
- епископ Alphonse Verwimp S.J[2] (2.07.1931 — 27.10.1960);
- епископ Pierre Kimbondo (24.06.1961 — 27.04.1973);
- епископ Antoine Mayala ma Mpangu (27.04.1973 — 31.03.1993);
- епископ Fidèle Nsielele Zi Mputu (10.06.1994 — по настоящее время).

## Источник
- Annuario Pontificio, Libreria Editrice Vaticana, Città del Vaticano, 2003, ISBN 88-209-7422-3
- Бреве Expostularunt, AAS 24 (1932), стр. 40  (лат.)
- Bolla Cum parvulum, AAS 52 (1960), стр. 372  (лат.)